# Дебелоношка
Дебелоношка или дебелоножна копренка (лат. Cortinarius praestans) је јестива гљива из породице Cortinariaceae. Клобук је црвеносмеђ, у почетку округласт, касније отворен, јако је меснат, по влажном времену мало вискозан, у почетку прекивен љубичастим остацима овоја, руб је у почетку длакав, касније гол и наребран. Листићи су у почетку жућкастосмеђи, на крају тамносмеђи, густи су и широки. Стручак је ваљкаст, пун, изнад основе изражено задебљан, пун, бели, према врху бледосмеђи до бледољубичаст. Месо је љубичастобело, дебело и чврсто, укусно. Споре су велике, вретенасте, брадавичасте, отрусина је рђастосмеђа.

## Станиште
Распрострањена је у Европи и Азији. Станишта су белогоричне и мешане шуме (буква, храст, питоми кестен), воли вапненасту или глинастовапненасту подлогу. Расте у скупинама или круговима, лети и у јесен.

## Етимологија
Латински назив рода Cortinarius долази од ријечи cortina (копрена, завеса), због нежног вела који код младих гљива прелази од ивице клобука до стручка. На страним језицима називи су (енгл. goliath webcap), (фр. cortinaire remarquable, cortinaire majestueux, cortinaire élégant, cortinaire de Berkeley),, (словен. nagubana koprenka).

## Употреба
Јестива је гљива, одличне квалитете. Укусна је и издашна.

## Истраживање
Истраживање показује да Cortinarius praestans има антибактеријско ефикасност против Стафилококус ауреус.